# Loire-Nieuport 10
Loire-Nieuport 10 là một mẫu thử thủy phi cơ chiến đấu và trinh sát biển tầm xa của Pháp trong thập niên 1930, do hãng Loire-Nieuport chế tạo, đây là một liên doanh giữa Loire Aviation và Nieuport-Delage.

## Tính năng kỹ chiến thuật
Dữ liệu lấy từ War Planes of the Second World War:Volume Six, Floatplanes 
Đặc điểm tổng quát
- Kíp lái: 6
- Chiều dài: 18.10 m (59 ft 4½ in)
- Sải cánh: 27.01 m (88 ft 7 in)
- Chiều cao: 6.70 m (21 ft 11¾ in)
- Diện tích cánh: 90.0 m2 (969 ft2)
- Trọng lượng rỗng: 8.518 kg (18.739 lb)
- Trọng lượng có tải: 13.974 kg (30.743 lb)
- Powerplant: 2 × Gnome-Rhône 14R, 1.194 kW (1.600 hp) mỗi chiêc mỗi chiếc

Hiệu suất bay
- Vận tốc cực đại: 430 km/h (267 mph)
- Vận tốc hành trình: 280 km/h (174 mph)
- Tầm bay: 3.300 km ( dặm)
- Trần bay: 7.000 m (23.000 ft)

Vũ khí trang bị
- 2× Súng máy Darne 7,5mm và 1× pháo 20mm Hispano-Suiza HS.404
- 2× ngư lôi hoặc 5× quả bom 235 kg (518 lb) hoặc 3× quả bom 410 kg (904 lb)